# Filips van Nassau-Idstein
Filips van Nassau-Idstein (1450 – 16 juni 1509), Duits: Philipp Graf von Nassau-Idstein, was graaf van Nassau-Idstein, een deel van het graafschap Nassau. Hij stamt uit de Walramse Linie van het Huis Nassau.

## Biografie

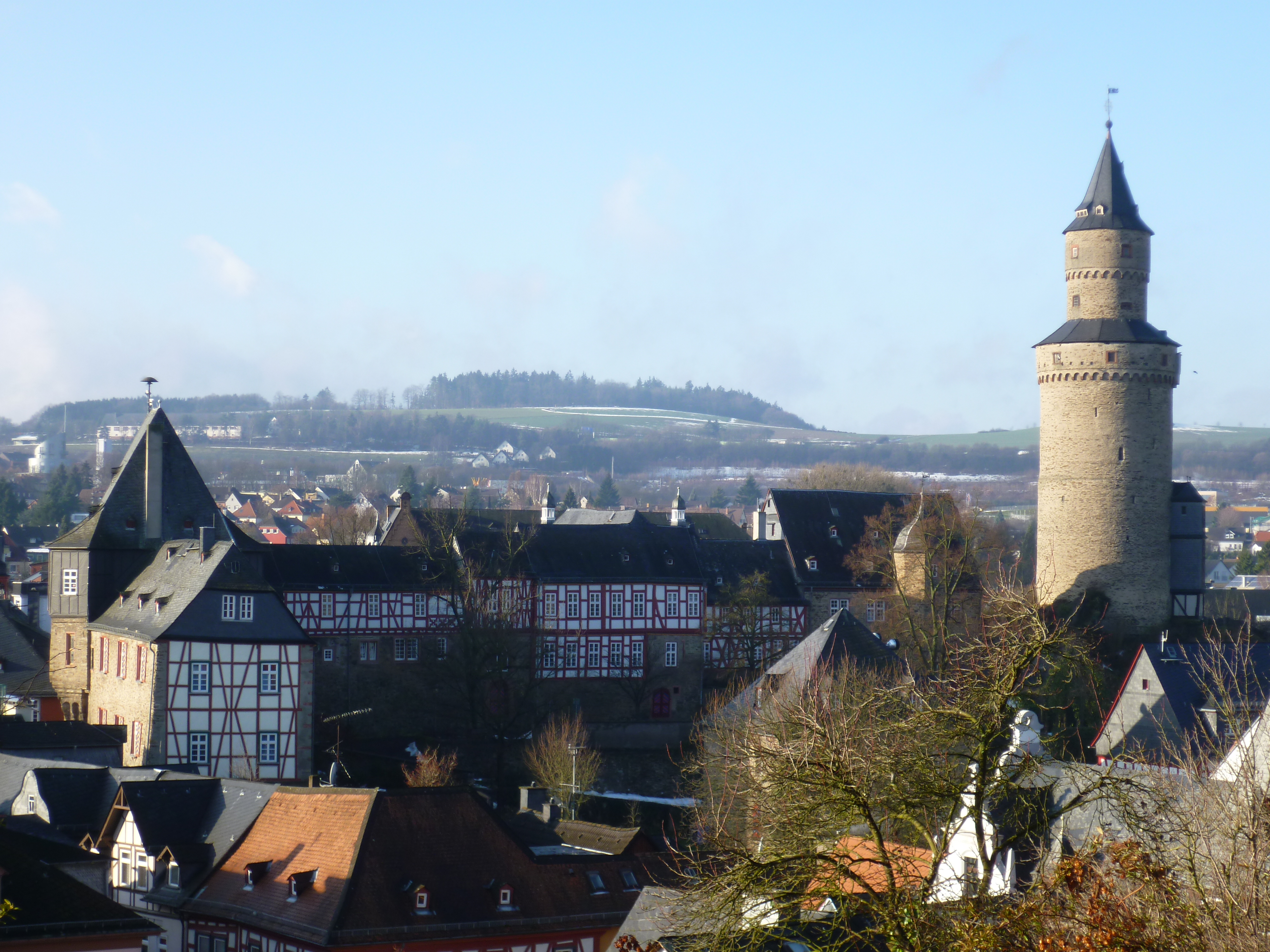
De Burcht Idstein met de Hexenturm

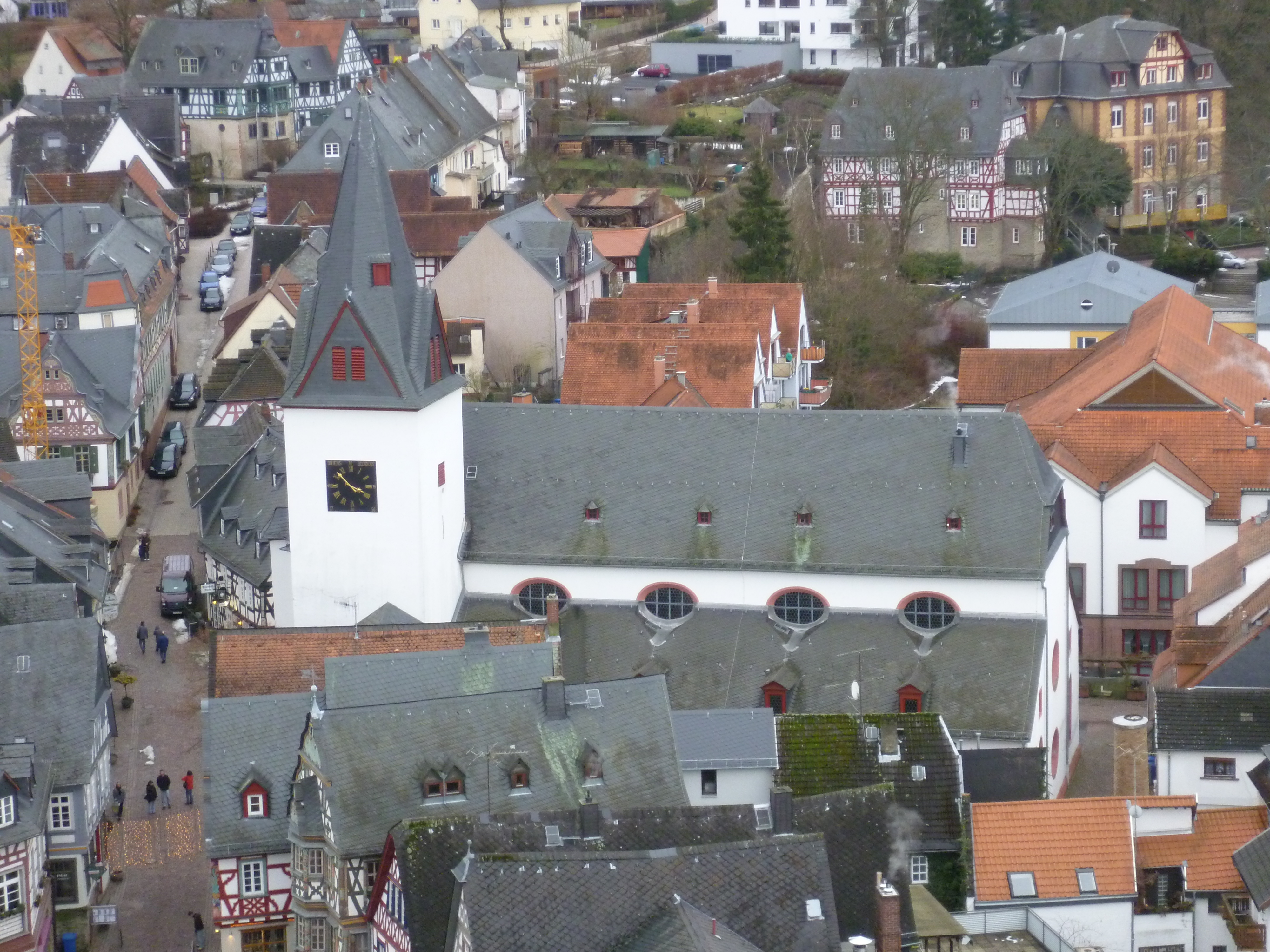
De Uniekerk te Idstein

Filips was de vierde en jongste zoon van graaf Johan van Nassau-Wiesbaden-Idstein en Maria van Nassau-Siegen, dochter van graaf Engelbrecht I van Nassau-Siegen en Johanna van Polanen.
Bij het overlijden van hun vader Johan deelden Filips en zijn oudere broer Adolf III de erfenis, Adolf werd graaf van Nassau-Wiesbaden, en Filips graaf van Nassau-Idstein.
Filips was raadsheer van rooms-koning Maximiliaan I, en diende in diens leger in de Nederlanden.
Filips overleed kinderloos op 16 juni 1509 en werd opgevolgd door zijn broer Adolf.

## Grafmonument
Filips werd begraven in de Sebastiaanskapel in de Uniekerk te Idstein. Van het grafmonument voor Filips is alleen bekend dat Filips er op werd afgebeeld met vier wapenschilden, te weten die van Nassau-Wiesbaden-Idstein, Baden, Nassau-Siegen en Wassenaar. Verder bevatte het monument een inscriptie die luidde: “Anno domini m ccccc ix nona die mensis iunii obiit generosus dominus dominus Philippus comes in Nassaw dominus in Itstein cuius anima requiescat in pace”. Het grafmonument is op een onbekend moment verloren gegaan. Waarom het niet door Heinrich Dors in zijn in 1632 gepubliceerde Epitaphienbuch is opgenomen is onbekend.

## Huwelijk
Filips huwde in 1470 met Margaretha van Palts-Zweibrücken (10 juli 1456 – 7 september 1527), dochter van paltsgraaf Lodewijk I ‘de Zwarte’ van Zweibrücken en Johanna van Croÿ. Het huwelijk bleef kinderloos. Het huwelijk lijkt op een onbekend tijdstip en om onbekende redenen nietig verklaard te zijn, want Margaretha trad in het klooster en werd in 1484 abdis.

## Voorouders
| Voorouders van Filips van Nassau-Idstein | Voorouders van Filips van Nassau-Idstein                                                      | Voorouders van Filips van Nassau-Idstein                                                    | Voorouders van Filips van Nassau-Idstein                                                  | Voorouders van Filips van Nassau-Idstein                                                  | Voorouders van Filips van Nassau-Idstein                                                  | Voorouders van Filips van Nassau-Idstein                                                  | Voorouders van Filips van Nassau-Idstein                                                  | Voorouders van Filips van Nassau-Idstein                                                  |
| ---------------------------------------- | --------------------------------------------------------------------------------------------- | ------------------------------------------------------------------------------------------- | ----------------------------------------------------------------------------------------- | ----------------------------------------------------------------------------------------- | ----------------------------------------------------------------------------------------- | ----------------------------------------------------------------------------------------- | ----------------------------------------------------------------------------------------- | ----------------------------------------------------------------------------------------- |
| Betovergrootouders                       | Adolf I van Nassau-Wiesbaden-Idstein (1307–1370) ⚭ 1332 Margaretha van Neurenberg (?–na 1382) | Johan I van Westerburg (?–1370) ⚭ vóór 1355 Kunigunde van Sayn (?–na 1383)                  | Rudolf VI van Baden (?–1372) ⚭ Mechtild van Sponheim (?–1407/10)                          | Lodewijk XI van Oettingen (?–1440) ⚭ Beatrix van Helfenstein (?–1385)                     | Otto II van Nassau-Siegen (ca. 1305–1350/51) ⚭ 1331 Adelheid van Vianden (?–1376)         | Adolf II van der Mark (?–1347) ⚭ 1332 Margaretha van Kleef (?–na 1348)                    | Jan II van Polanen (?–1378) ⚭ 1348 Oda van Horne (?–vóór 1353)                            | Johan II van Salm (?–na 1400) ⚭ na 1355 Philippa van Valkenburg (?–?)                     |
| Overgrootouders                          | Walram IV van Nassau-Wiesbaden-Idstein (1348/54–1393) ⚭ 1374 Bertha van Westerburg (?–1418)   | Walram IV van Nassau-Wiesbaden-Idstein (1348/54–1393) ⚭ 1374 Bertha van Westerburg (?–1418) | Bernhard I van Baden (1364–1431) ⚭ 1398 Anna van Oettingen (ca. 1380–1442)                | Bernhard I van Baden (1364–1431) ⚭ 1398 Anna van Oettingen (ca. 1380–1442)                | Johan I van Nassau-Siegen (ca. 1339–1416) ⚭ 1357 Margaretha van der Mark (?–1409)         | Johan I van Nassau-Siegen (ca. 1339–1416) ⚭ 1357 Margaretha van der Mark (?–1409)         | Jan III van Polanen (?–1394) ⚭ 1390 Odilia van Salm (?–1428)                              | Jan III van Polanen (?–1394) ⚭ 1390 Odilia van Salm (?–1428)                              |
| Grootouders                              | Adolf II van Nassau-Wiesbaden-Idstein (1386–1426) ⚭ 1418 Margaretha van Baden (1404–1442)     | Adolf II van Nassau-Wiesbaden-Idstein (1386–1426) ⚭ 1418 Margaretha van Baden (1404–1442)   | Adolf II van Nassau-Wiesbaden-Idstein (1386–1426) ⚭ 1418 Margaretha van Baden (1404–1442) | Adolf II van Nassau-Wiesbaden-Idstein (1386–1426) ⚭ 1418 Margaretha van Baden (1404–1442) | Engelbrecht I van Nassau-Siegen (ca. 1370–1442) ⚭ 1403 Johanna van Polanen (1392–1445)    | Engelbrecht I van Nassau-Siegen (ca. 1370–1442) ⚭ 1403 Johanna van Polanen (1392–1445)    | Engelbrecht I van Nassau-Siegen (ca. 1370–1442) ⚭ 1403 Johanna van Polanen (1392–1445)    | Engelbrecht I van Nassau-Siegen (ca. 1370–1442) ⚭ 1403 Johanna van Polanen (1392–1445)    |
| Ouders                                   | Johan van Nassau-Wiesbaden-Idstein (1419–1480) ⚭ 1437 Maria van Nassau-Siegen (1418–1472)     | Johan van Nassau-Wiesbaden-Idstein (1419–1480) ⚭ 1437 Maria van Nassau-Siegen (1418–1472)   | Johan van Nassau-Wiesbaden-Idstein (1419–1480) ⚭ 1437 Maria van Nassau-Siegen (1418–1472) | Johan van Nassau-Wiesbaden-Idstein (1419–1480) ⚭ 1437 Maria van Nassau-Siegen (1418–1472) | Johan van Nassau-Wiesbaden-Idstein (1419–1480) ⚭ 1437 Maria van Nassau-Siegen (1418–1472) | Johan van Nassau-Wiesbaden-Idstein (1419–1480) ⚭ 1437 Maria van Nassau-Siegen (1418–1472) | Johan van Nassau-Wiesbaden-Idstein (1419–1480) ⚭ 1437 Maria van Nassau-Siegen (1418–1472) | Johan van Nassau-Wiesbaden-Idstein (1419–1480) ⚭ 1437 Maria van Nassau-Siegen (1418–1472) |